# Asianopis kollari
Espèce
Synonymes
- Deinopis kollari Doleschall, 1859

Asianopis kollari est une espèce d'araignées aranéomorphes de la famille des Deinopidae.

## Distribution
Cette espèce se rencontre en Indonésie à Ambon et en Birmanie.

## Description
Le mâle décrit par Thorell en 1897 mesure 17 mm.

## Systématique et taxinomie
Cette espèce a été décrite sous le protonyme Deinopis kollari par Doleschall en 1859. Elle est placée dans le genre Asianopis par Chamberland, Agnarsson, Quayle, Ruddy, Starrett et Bond en 2022.

## Étymologie
Cette espèce est nommée en l'honneur de Vincenz Kollar.

## Publication originale
- Doleschall, 1859 : « Tweede Bijdrage tot de Kenntis der Arachniden van den Indischen Archipel. » Acta Societatis Scientiarum Indo-Neerlandicae, vol. 5, p. 1-60 (texte intégral).